# Efrén Echeverría
Efrén Echeverría (Lima, 4 de marzo de 1932-Luque, 19 de junio de 2018) fue un músico, guitarrista, compositor, escritor y recopilador paraguayo. Apodado artísticamente «Kamba'i», fue de los más populares intérpretes y creadores de la guitarra en Paraguay.
Autodidacta, fue conocido por su peculiar modo de ejecutar la guitarra, rasgueando y punteando a la vez, sin apelar para ello a técnicas ni métodos de guitarra erudita. Además de una técnica propia, «Kamba'i» utilizó una afinación personal del instrumento; que permite que, al sonar las cuerdas al aire, produzcan un tono mayor.

## Biografía

### Infancia y juventud
Cuando Efrén tenía nueve años, un vecino, Eusebio Cantero, le enseñó los primeros acordes en la guitarra. Con él aprendió las auténticas piezas del repertorio folclórico de autores anónimos. Así, desde muy temprano la música paraguaya se le hizo familiar; tanto, que el deseo de una guitarra propia pasó a ser un anhelo vehemente de su niñez. Y no pasó mucho tiempo hasta que el ansiado instrumento propio llegara a su vida. Ya en su adolescencia, Echeverría se convirtió en número puesto en cuanta «musiqueada» se forjara en su tierra natal.
Muy pronto Efrén se adueñó de las serenatas del lugar, siempre pulsando la guitarra y, a veces, hasta el violín o el acordeón a botones. Su repertorio cubría todo cuanto el público de la zona sabía apreciar.

### Primeros pasos
Como el joven Efrén Echeverría entendió que con la música como única actividad laboral no podría subsistir, se hizo obrajero. Y así como era capaz de arrancar las mejores notas a los instrumentos musicales; no había tayï que resistiera su contundente hacha.
El músico trabajó como obrajero en la zona de Curuguaty hacia el año 1950. En 1960 se radicó en la ciudad de Asunción, capital del Paraguay.
En la década de los 70 entró a participar de los festivales musicales y la naciente televisión. En esos días comenzó a despertar interés en la capital por sus originales composiciones y por su manera especial de puntear y rasguear la guitarra simultáneamente.
El nombre de este músico figura entre los grandes compositores de música popular, entre los cuales se puede citar a Mauricio Cardozo Ocampo, Agustín Barboza, Herminio Giménez, Demetrio Ortiz, Emiliano R. Fernández y José Asunción Flores.

### Un estilo muy personal
Echeverría dijo que su estilo único de rasgueo y punteo simultáneo surgió de la necesidad de actuar solo, sobre todo en las serenatas, para acomodarse a los presupuestos de su pueblo natal y como producto de la admiración hacia los grandes concertistas de guitarra como Cayo Sila Godoy y Felipe Sosa.

### Cuentas impagas y migración a Asunción
Una colonizadora multinacional llegó al pueblo natal de Efrén Echeverría y él se sumó a su plantel de obrajeros para voltear los árboles de las tierras adquiridas. Pronto surgieron problemas para la compañía maderera en los bosques de Capi´ibary y Villa Curuguaty. Los trabajadores quedaron con tres meses impagos de sacrificadas tareas. Fue así que el músico y otros compañeros decidieron viajar a Asunción para gestionar el cobro de los 7500 guaraníes que le adeudaba la corporación. Nunca consiguieron cobrar; pero Kamba'í, que se había traído la guitarra, se las ingenió para vivir unos meses en un camión abandonado en la ciudad de Villa Morra y desde salir a recorrer las calles asuncenas para difundir su música.

### Encuentro con músicos profesionales
Cerca del camión que Efrén adoptó como primer refugio en Asunción, vivía el músico Ramón Vargas Colman, quien por entonces se separaba temporalmente de su compañero musical Andrés Cuenca Saldívar. Fue así que Efrén pasó a formar parte del conjunto de Vargas Colmán con el arpista Edmundo “Nenito” Medina y otros. Paralelamente, animó un ciclo radial en Radio Ñandutí. Tiempo después acompañó al músico Severo Núñez Benítez y su conjunto Los Jilgueros con quien hizo programas radiales por Emisoras Paraguay, Emisora Chaco Boreal y la Radio Nacional. En ese salió de gira por Argentina y Brasil.
Fue en casa de la familia Pettengil, en la ciudad de Itaguá, donde conoció al músico y compositor Eladio Martínez “el grande”, con quien llenaría otra rica etapa de experiencias en festivales y en televisión.
Kamba'í ha trabajado en otros menesteres para poder mantener a su familia. Por varios años fue portero del Ministerio de Salud y por un largo periodo tuvo el mismo puesto de guardia nocturno de una empresa de televisión.

## Distinciones
El “Centro Cultural de la República El Cabildo” otorgó a Efrén Echeverría el galardón "Maestros del arte" en el rubro de música en el 2007. Compartió esta alta distinción con Ramiro Domínguez en literatura, Carlos Colombino en artes visuales, Reina Menchaca en danza y Carlos Gómez en teatro.

### Maestro del arte
La distinción "Maestros del Arte" es un reconocimiento a artistas e intelectuales destacados en la gestión cultural y la promoción de manifestaciones artísticas nacionales. La selección corresponde a un jurado compuesto por los asesores del Centro.
Un importante sitio del Cabildo lo constituye la galería con la fotografía de los mismos de modo a rendir un homenaje en vida a las grandes personalidades artísticas del Paraguay.
Esta vez fueron distinguidos: Efrén Echeverría. Guitarrista, recopilador y compositor.

## Homenajes recibidos
Echeverría, junto con el cantante y compositor Quemil Yambay fue homenajeado en vida recibiendo un homenaje con la denominación de “Tesoros Humanos Vivos”, en un multitudinario acto realizado en el Teatro Municipal. Este acto fue organizado por la Comisión Nacional Paraguaya de Cooperación con la Unesco, quienes entregaron Galardones consistente en medallas de oro y aporte monetario para ambos artistas.
Las palabras fueron laudatorias y destacaron figura de ambos pro hombres. Ellos fueron nombrados "Tesoros humanos vivos" merced a un proyecto presentado el año pasado por el promotor cultural Mario García Siani, a la Organización de las Naciones Unidas para la Educación, la Ciencia y la Cultura (Unesco).
El guitarrista Efrén Echeverría dijo que a pesar del frío estaba muy feliz. "Me encontré en el cielo en ese momento y es la primera vez que me hacen este tipo de reconocimiento en mi país. Y lo mejor es que todo sea en vida y eso me alienta a seguir, pues veo que mi trabajo se valora. Es una gran cosa para mí y les agradezco demasiado a todos por el reconocimiento. Nunca imaginé que podría ser así. Pero estoy seguro de que lo que dijeron de mí es cierto, porque yo sé lo que valgo y lo que hago con la guitarra, porque me llevó mucho tiempo y es único. Hasta ahora no encontré quién toque así la guitarra y yo mismo me doy ánimo así. Yo no estudié y aprendí a tocar por mi cuenta", expresó el guitarrista.
Sobre la particular afinación de su guitarra para tocar sus temas, el artista afirmó que él afinaba en sol mayor, lo que significa que en las tres primeras cuerdas y en las bordonas afina en esta nota con el respectivo acorde. "La afinación me la enseñó mi hermano Catalino Echeverría, porque él vio que un músico tocaba así en Puerto Casado, donde trabajaba produciendo tanino. Él se grabó el sonido y me dijo eso, que ya no me olvidaría nunca. Después probé y me gustó", manifestó.

## Obras
El compositor creó muchas obras de guitarra. Algunas recrean sonidos de animales con gran fidelidad. Entre ellas están:
- “Ryguasu kokore”.
- “Jagua'i kare”.
- “Itaverá”.
- “Guata yeruti”.
- “Taita José”.
- “Belénpe guare”.
- “Vaka ra’y chápelo”, entre otras.

Este músico integró numerosos grupos folclóricos, aunque es reconocido y admirado actualmente por su interpretación como solista de la música folclórica paraguaya.
Recopiló docenas de composiciones que escuchó desde su niñez y que por ética profesional y honradez campesina no registró a su nombre. Grabó para discos ELIO hasta la fecha cuatro discos de larga duración y en ellos incluyó muchos de esos motivos populares junto a sus populares creaciones: Yagua´i kare y Ryguasú kokore.
En la década de los 70 fue donde hizo muchos festivales musicales y en la televisión lo que más hacia era puntear y rasguear la guitarra. aña